# Viola Spolin
Viola Spolin (/viˈoʊ.lə/ pronúncia estadunidense vaiola. Segundo documentário, Into the Unknown with Viola Spolin no YouTube) (Chicago, 7 de novembro de 1906 - Los Angeles, 22 de novembro de 1994) autora e diretora de teatro, é considerada por muitos como a fundadora ou a avó norte-americana do teatro improvisacional (ver Into the Unknown with Viola Spolin https://www.youtube.com/watch?v=HavVR2SC_bg) . 
 Spolin sistematiza os Jogos Teatrais (Theater Games), metodologia de atuação e conhecimento da prática teatral, que está presente em todos os fundamentos da atual comédia norte-americana, inclusive no Stand-up comedy. Os jogos teatrais apresentam influências do cabaré alemão, e da commedia dell'arte (Los Angeles Times). Ela influenciou a primeira geração de artistas norte-americanos da arte da improvisação através do Compass Theater e do Second City, grupos teatrais de Chicago das décadas de 1950 e 1960. 

## Jogos teatrais
Spolin desenvolveu os jogos teatrais inspirada, entre outros, por Neva Boyd, importante educadora de Chicago, que desenvolveu seu trabalho a partir dos jogos recreativos praticados com as levas de imigrantes que chegaram, durante a grande depressão, na Hull House.
De certa forma Viola sistematiza a prática teatral a partir de princípios teatrais defendidos e praticados por Brecht e Stanislavski, conforme explica Ingrid Koudela, introdutora e principal propagandista do sistema de jogos teatrais no Brasil.
Spolin é autora de um enorme número de textos para improvisação. Seu primeiro livro Improvisation for the Theatre (Northwestern University Press), traduzido por Ingrid Koudela e Eduardo Amos, publicado pela editora Perspectiva, tornou-se o livro de referência do movimento de teatro improvisacional e de Jogos Teatrais. Todos os seus livros estão editados no Brasil, pela mesma editora.

## Formação
Viola Spolin preparou-se inicialmente para ser uma assistente social trabalhando junto aos imigrantes de Chicago na Neva Boyd's Group Work School (Escola de Formação de Trabalho de Grupo de Neva Boyd), entre 1924-1927. 
 O trabalho inovador realizado por Boyd nas áreas de liderança, recreação e trabalho social, a partir da estrutura tradicional dos jogos, influenciaram fortemente Spolin.
Ao trabalhar como supervisora dramática (drama supervisor) para a seção de Chicago do Works Progress Administration's Recreational Project (WPA), entre 1939-1941, Spolin sente necessidade de desenvolver um sistema que facilitasse o treinamento teatral que pudesse cruzar as barreiras étnicas e culturais dentro do WPA. 
No relato de Spolin, os ensinamentos de Boyd promoveram um treinamento extraordinário no uso de jogos, contação de histórias e danças folclóricas que puderam servir como ferramentas que estimulam a expressão criativa em crianças e adultos através da auto-descoberta e  da experiência pessoal.

Construindo os jogos teatrais a partir da experiência de Neva Boyd, Viola respondeu pelo desenvolvimento de novos tipos de jogos que focam na criatividade individual, adaptando e focando o conceito de jogo como chave para abrir a capacidade de auto-expressão criativa. Estas técnicas foram mais tarde formalizadas sob o nome de Jogos Teatrais ou Theater Games.

## O Nascimento do Teatro Improvisacional nos Estados Unidos
Em 1946 Spolin fundou a Young Actors Company (Companhia dos Jovens Atores) em Hollywood. Crianças a partir de seis anos de idade foram treinadas nas formas iniciais de seu sistema de Jogos Teatrais para suas produções artísticas. Esta companhia existiu até 1955, quando Spolin retorna a Chicago para dirigir o Playwright's Theater Club (Clube Teatral de Dramaturgos) e, depois, conduz ensaios de jogos improvisacionais com o Compass Theater (Teatro da Bússola), a primeira companhia profissional de teatro improvisacional.
O Compass Theater torna-se uma das principais companhias de teatro na América do Norte. Começa num pequeno teatro perto da Universidade de Chicago no verão de 1955, iniciando uma nova forma de comédia, chamada o teatro improvisacional.
De 1960 a 1965, ainda em Chicago, Viola trabalhou com o seu filho o diretor teatral Paul Sills como preparadora de sua companhia The Second City e continuou a desenvolver e ensinar a sua teoria dos Jogos Teatrais. Publica seu primeiro livro em 1963 Improvisation for the Theater , constituído, na primeira edição, por duzentos e vinte jogos e exercícios teatrais. 
Este livro torna-se uma referência clássica para professores de interpretação e educadores. Em 1965 ela funda o Game Theater (Teatro de Jogos) em Chicago, novamente trabalhando com Sills. Neste teatro propõe-se a plateia trabalhando diretamente nos jogos, alternando-se interprete e plateia, procurando-se superar a separação convencional entre atores e espectadores que apenas o observavam a cena.

## Últimos anos
Nos anos de 1970 e 1971 Spolin foi consultora para a companhia Story Theater (Teatro História) de Paul Sills em Los Angeles, Nova York e na televisão, assim como ajudou na preparação da série de televisão Friends and Lovers e apareceu no filme de Paul Mazursky Alex in Wonderland (MGM 1970) 
Em novembro de 1975, com a publicação de Theater Game File (O Fichário de Viola Spolin), apresenta sua metodologia peculiar, de prática e ensino de teatro, de uma forma específica para os professores da arte do teatro. 
Em 1976 ela fundou o Spolin Theater Game Center (Centro de Jogos Teatrais) em Hollywood, atuando como diretora artística. Em 1979 ela foi agraciada com um título de Doutora Honoris Causa pela Eastern Michigan University e, até o ano de 1990, ela continuou a ensinar em seu Centro. Em 1985 seu novo livro Theater Games for Rehearsal: A Director's Handbook (Jogos Teatrais no livro do diretor) foi publicado. Suas publicações em inglês, posteriores a sua morte, tem recebido revisões de seu filho e companheiro de atividades Paul Sills.

## Traduções ao português
O trabalho de Viola Spolin torna-se conhecido no Brasil em 1978, primeiramente como ferramenta pedagógica e depois como método de interpretação, a partir da tradução ao português de seu primeiro livro por Ingrid Koudela e Eduardo Amos.
| Obra                                        | Editora         | Publicação                                       | Autor(a)                             |
| ------------------------------------------- | --------------- | ------------------------------------------------ | ------------------------------------ |
| Improvisação para o teatro                  | Ed. Perspectiva | 1978 - tradução da primeira edição de 1963 (EUA) | Trad. Ingrid Koudela e Eduardo Amos. |
| O jogo teatral no livro do diretor          | Ed. Perspectiva | 2000.                                            | Trad. Ingrid Koudela e Eduardo Amos. |
| Jogos teatrais: O fichário de Viola Spolin. | Ed. Perspectiva | 2000                                             | Trad. Ingrid Koudela                 |
| O jogo teatral na sala de aula.             | Ed. Perspectiva | 2007                                             | Trad. Ingrid Koudela                 |

## Eventos importantes na vida de Viola Spolin
| 1906        | nascimento |
| 1924        | Começa a estudar com Neva Boyd e realiza seu treinamento inicial junto a imigrantes em Chicago                                                |
| 1939 - 1941 | Inicia seu trabalho como supervisora das atividades teatrais para a cidade de Chicago do Works Progress Administration's Recreational Project |
| 1946        | Funda e dirige a Young Actors Company em Hollywood                                                                                            |
| 1955        | Dirige o Playwright's Theater Club e inicia suas oficinas de improvisação com o Grupo Compass Players (Atores do Compasso)                    |
| 1960 - 1965 | oficinas para Paul Sills, seu filho, diretor do The Second City Company                                                                       |
| 1963        | Publica nos Estados Unidos Improvisation for the Theatre'                                                                                     |
| 1965        | co-fundadora do Game Theater em Chicago with Paul Sills                                                                                       |
| 1975        | Funda o Spolin Theater Games Center em Los Angeles California                                                                                 |
| 1976        | Recebe Prêmio the Founders Award da Secondary School Theater Association                                                                      |
| 1978        | Recebe um título honorário de Doutorado em Artes da Eastern Michigan University                                                               |
|             | Tradução de seu primeiro livro Improvisação para o Teatro ao Português                                                                        |
| 1983        | Recebe o prêmio Monte Meacham Award por suas atividades durante toda a vida da Children's Theatre Association                                 |
| 1986        | Publica Theater Games for the Classroom |
| 1994        | Falece |

### Publicações sobre os jogos teatrais em Português
| Obra                                                            | Editora         | Publicação | Autor(a)                                           |
| --------------------------------------------------------------- | --------------- | ---------- | -------------------------------------------------- |
| Um vôo brechtiano                                               | Ed. Perspectiva | 1992       | Ingrid Koudela                                     |
| Texto e jogo                                                    | Ed. Perspectiva | 1999       | Ingrid Koudela                                     |
| Brecht na Pós-modernidade                                       | Ed. Perspectiva | 2001       | Ingrid Koudela                                     |
| Jogos teatrais                                                  | Ed. Perspectiva | 2006       | Ingrid Koudela                                     |
| Brecht: Um jogo de aprendizagem                                 | Ed. Perspectiva | 2007       | Ingrid Koudela                                     |
| Os Jogos Teatrais de Viola Spolin: uma pedagogia da experiência | Ed. Kelps       | 2017       | K. Ramaldes e R. Camargo. Prefácio Ingrid Koudela. |

## Artigos
- Dossiê Jogos Teatrais no Brasil: 30 Anos. Ingrid Koudela e Robson Camargo (eds.)
- Artigo de Ricardo Japiassu sobre a fisicalização e o ensino de arte, discutindo Viola Spolin e Vygotsky, baseado em sua dissertação de mestrado 2000.
- Neva Leona Boyd e Viola Spolin - jogos teatrais e seus paradigmas - Dossiê Teatro Educação Robson Corrêa de Camargo Revista Sala Preta (USP), São Paulo, v. 2, p. 282-289, 2002.
- Maria Abadia Cardoso. Jogos Teatrais na Sala de Aula: Um Manual para o Professor  - Artigo completo na Revista Fênix, abril de 2007.
- Neva Leona Boyd e os Jogos Teatrais - Revista Fênix. Robson Camargo 2010

## Documentários
- Into the Unknown with Viola Spolin Improv Legends created and produced by: Joel Veenstra and Marc Warzecha. Cenas de um workshop de 1982 em Los Angeles, cortesia de  Intuitive Learning Systems (www.intuitivelearningsys.org)
- A Profile of Viola Spolin. Entrevista em áudio  com fotos de NPR contributor Carol Grey em A Mãe do Treinamento Improvisacional.
- https://www.youtube.com/watch?v=xS5W4BHre80 ImprovLive 365 host Tom Hall talks about groundbreaking teacher, author, and improviser Viola Spolin Histórico dos Jogos Teatrais.